# Olga Schoberová
Olga Schoberová, aussi nommée Olinka Berova, née le 15 mars 1943 à Prague, en Tchécoslovaquie (alors protectorat de Bohême-Moravie), est une actrice tchécoslovaque. 
Elle a été comparée à Brigitte Bardot et à Ursula Andress, et parle couramment le tchèque, l'allemand et le russe.

## Biographie
Elle grandit dans une famille de petits fonctionnaires, fait des études d'économie, passe le baccalauréat puis trouve un poste de comptable à Technomat, une entreprise fabriquant des ampoules et des composants électriques. À dix-sept ans, son premier amour, Kája Saudek, qui deviendra un auteur mythique de bandes dessinées, la convainc de se teindre les cheveux en blond pour être plus séduisante et désormais elle apparaîtra ainsi. Pour améliorer ses fins de mois elle se lance, comme sa sœur, le mannequin Eva, dans la photo publicitaire, pour la bière Pilsen, entre autres.
Un jour, elle remplace son aînée (née le 8 juillet 1940) qui est aussi actrice, pour une séance de photographies de mode. Celles-ci tombent sous la main du réalisateur Antonin Kachlik qui, séduit, l'engage pour tenir un rôle important dans On était dix. 1963, l'année de son premier long métrage, devient donc pour Olga le début de sa carrière d'actrice. En 1964 elle joue dans Jo Limonade le rôle d'une pure jeune fille, Winnifred qui propage non pas la bière Pilsen mais une boisson sans alcool, le Kolaloka. Ce film fait d'elle une vedette et Filmexport, société d'exportation et de coproduction tchécoslovaque, la propose pour des auditions de films tournés hors de son pays. Ainsi à partir de 1964 elle tourne dans neuf films produits en Italie, cinq en RFA, cinq en France, deux en Autriche, un au Royaume Uni et un aux États-Unis. Pour plusieurs d'entre eux, il s'agit de coproductions de deux ou trois pays. Elle prend un pseudonyme, Olly Schober qui connote davantage son appartenance à ses nouveaux employeurs. Cependant, en 1968, après avoir obtenu le premier rôle dans La Déesse des sables, Paramount lui donne un nouveau pseudonyme, Olinka Berova mais lorsque cette Major lui propose un contrat de sept ans, elle refuse.
Sa vie, naturellement, ne se résume pas à ses fonctions dans différents films. Elle a aussi une vie affective tout comme les hommes qui ont partagé son intimité : le réalisateur slovaque Juraj Jakubisko, le gynécologue Miroslav Pizak, Jiří Mucha fils d'Alfons Mucha et Brad Harris avec lequel elle va tourner au moins six films : F.B.I. contre l'œillet chinois, Les Chercheurs d'or de l'Arkansas, Les Aigles noirs de Santa Fé, Commissaire X : Halte au LSD, Les Nuits érotiques de Poppée, Dans l'enfer de Monza. Ils s'unissent le 16 novembre 1967, ont une fille prénommée Babrinka appelée aussi Sabrina et divorcent dans de bons termes deux ans plus tard.
En 1970, après le tournage d'un film aux États-Unis, elle décide de mettre fin à sa carrière et la même année, au cours d'une soirée elle rencontre le producteur John Calley qu'elle épouse deux ans plus tard, le 30 décembre 1972. Celui-ci est devenu président de la société Warner Bros et ensemble ils s'installent dans une demeure à Beverly Hills. Olga Schoberova qui parle couramment l'allemand et le russe récupère sa fille qui a passé ses quatre premières années chez ses grands-parents en Bohême, pour s'en occuper et aussi peut-être pour soulager ses parents. Elle s'est remise à tourner quelques films mais uniquement dans son pays natal. Vingt ans après, le 31 décembre 1992, John Calley qui est devenu directeur exécutif de Sony Pictures et Olga, divorcent. Maintenant celle qui a été actrice fait des déplacements entre les États-Unis et Prague, peut-être en passant par Antibes où, quand elle était mariée, elle avait un appartement.

## Filmographie
- 1963 : On était dix (en tchèque : Bylo nás deset) réalisé par Antonín Kachlík : Dása
- 1963 : Charge ou Moyeu (en tchèque : Náboj) court métrage réalisé par Ivo Toman (cs)
- 1963 : Ikarie XB-1 réalisé par Jindřich Polák : un membre de l'équipage
- 1964 : F.B.I. contre l'œillet chinois réalisé par Rudolf Zehetgruber : Susan Bexter
- 1964 : Chronique d'un fou (cs) réalisé par Karel Zeman : Pradlena
- 1964 : Jo Limonade réalisé par Oldřich Lipský : Winnifred Goodman
- 1964 : Les Chercheurs d'or de l'Arkansas réalisé par Paul Martin : Mary Brendel
- 1965 : Les Aigles noirs de Santa Fé réalisé par Ernst Hofbauer et Alberto Cardone : Lana Miller
- 1966 ; Qui veut tuer Jessie ? réalisé par Václav Vorlíček : Jessie
- 1966 : Le Comte Bobby, la terreur de l'ouest (de) réalisé par Paul Martin : Milli Miller
- 1966 : Je me gave (en tchèque : Flám) réalisé par Miroslav Hubácek : Eva
- 1966 : Les dames viendront plus tard (cs) réalisé par Ivo Toman : Sasa Léblová
- 1967 : Commissaire X : Halte au LSD réalisé par Rudolf Zehetgruber et Gianfranco Parolini : Leyla Kessler
- 1967 : La Vingt-cinquième Heure réalisé par Henri Verneuil : Rosa
- 1967 : Le juge Stokroc (cs), série télévisée réalisée par Vladimír Brebera : maître-chanteuse
- 1968 : La Déesse des sables réalisé par Cliff Owen : Carol/Ayesha
- 1968 : Lucrèce, fille des Borgia réalisé par Osvaldo Civirani : Lucrèce Borgia[6]
- 1969 : Les Nuits érotiques de Poppée réalisé par Guido Malatesta : Poppée Sabina
- 1970 : Dans l'enfer de Monza réalisé par Guido Malatesta : Gladys Donovan
- 1970 : Ensemble (en anglais : Togetherness) réalisé par Arthur Marks : Nina Milova
- 1970 : On se voit en enfer, les amis (sl) réalisé par  Juraj Jakubisko : Rita
- 1971 : Monsieur vous êtes veuve réalisé par Václav Vorlíček : l'actrice Molly Adamsová
- 1977 : Adèle n'a pas encore dîné réalisé par  Oldřich Lipský : Karine amie de la comtesse
- 1983 : Les Dettes de Hana Zagorova (en tchèque : Dluhy Hany Zagorové) réalisé par Eduard Sedlář (série télévisée, 1er épisode)
- 1984 : Épave (en tchèque : Vrak) réalisé par Ivo Toman : Klára